# Пионер (журнал)
«Пионер» — ежемесячный литературно-художественный и общественно-политический журнал ЦК ВЛКСМ и Центрального совета Всесоюзной пионерской организации имени В. И. Ленина для пионеров и школьников. Выходил с 1924 по 2016 годы.

## Краткое описание
Издательство «Молодая гвардия» приступило к изданию журнала «Пионер» в конце 1923 года. В то время уже существовало 2 детских журнала: «Барабан», орган Московского Бюро пионеров и «Юные строители» — детский журнал «Рабочей Газеты». «Пионер» должен был стать центральным массовым печатным органом детского движения, органом Центрального Бюро юных пионеров при ЦК РКСМ и Наркомпросе.
Первый номер журнала вышел 15 марта 1924 года и был посвящён В. И. Ленину. Автором очерка о Ленине был Лев Троцкий; этот номер считается библиографической редкостью.
На страницах «Пионера» выступали:
Государственные и политические деятели:
- Н. К. Крупская,
- М. И. Калинин,
- Ем. М. Ярославский;
- А. В. Луначарский
- Н. А. Семашко
- Е. В. Тарле

Писатели:
- С. Я. Маршак,
- А. П. Гайдар,
- Л. А. Кассиль,
- Б. С. Житков,
- К. Г. Паустовский,
- Р. И. Фраерман,
- В. А. Каверин,
- А. Л. Барто,
- В. В. Бианки,
- С. В. Михалков,
- Ю. В. Сотник,
- В. П. Крапивин,
- Ю. В. Козлов,
- Ю. И. Коваль,
- Ю. М. Нагибин,
- Н. В. Богданов,
- А. В. Кожевников.
- и другие.

Поэты:
- Н. Н. Асеев,
- С. А. Есенин,
- А. А. Жаров,
- А. И. Безыменский,
- М. Я. Бородицкая.

В 1928—1931 годах в журнале шло обсуждение темы выбора профессии. Бурная дискуссия возникла в связи письмом 15-летней школьницы из Барнаула Шуры Климовой, написавшей о своей мечте стать известной киноактрисой и добиться таким образом богатства. Половину состояния девочка отдала бы на дело индустриализации СССР, а на остальное купила бы дом с хорошей обстановкой, где бы жила с мужем, братьями и пожилыми родителями. В доме должны были быть ковры, рояль и камин. «По вечерам ко мне будут приходить подруги и товарищи моего мужа. Я буду играть на рояли, а гости танцевать. Мы будем играть в лото и в карты. Я думаю, в лото и карты не на деньги играть можно, и ничего плохого в этом нет». В ответ на письмо Шуры пришли сотни откликов. В основном дети осуждали Шуру за буржуазные мечты, и лишь единицы ей сочувствовали. Всего журнал опубликовал три письма от Шуры. Во втором письме девочка рассказала, что из-за насмешек она сбежала из дома в Москву, где пыталась поступить в кинотехникум. В третьем письме она сообщила, что стала учиться в фабрично-заводской семилетке и теперь хочет быть монтером или инженером по электричеству. О том, что стало с Шурой затем, сведений нет. В 1995 году на эту тему был снят фильм «Пионерка Мэри Пикфорд».
В 1937 году в журнале печаталась повесть «Приключения капитана Врунгеля» А. С. Некрасова, в 1938 году — сказка «Старик Хоттабыч» Л. И. Лагина.
В журнале сотрудничали (по состоянию на 1975 год) З. И. Воскресенская, М. П. Прилежаева, Ю. Я. Яковлев, А. Г. Алексин, Л. Г. Матвеева, В. А. Бахревский, Б. М. Сарнов, художники О. Г. Верейский, Л. В. Владимирский, А. М. Каневский, Ф. В. Лемкуль, П. И. Кузьмичёв, Е. А. Медведев и другие. Позднее в журнале печатались произведения Эдуарда Успенского. С 1934 по 1963 год для журнала рисовал художник-иллюстратор Ю. Ф. Кискачи.
В 1970—1980-е гг. журнал представляет собой сложный семиотический комплекс с определенным набором жанров, рубрик, авторов, героев, сюжетов, иллюстративного материала, оформительских элементов и шрифтов, связанных между собой структурно, тематически, семантически, семиотически и интертекстуально. Первый структурный элемент, с которым сталкивается читатель — обложка издания, её дизайн играет большую роль в «упаковке» смыслов. Обложки выпусков журнала «Пионер» полихромные и яркие. Они практически не содержат вербальных компонентов, за исключением непосредственно названия журнала, указания месяца и года выпуска. Название журнала «Пионер» выполнялось каждый месяц разными цветами. Цветовые решения всех выпусков были различны, но обложки оставались узнаваемыми — от номера к номеру сохранялись основные оформительские принципы. В то же время обложки журналов подвергались постепенным трансформациям под влиянием изменяющегося социально-политического контекста. В начале 1980-х годов с обложки «Пионера» уходит название издательства «Правда», а в разгар перестройки журнал убирает с обложек изображение государственной награды. Январский номер «Пионера» за 1987 год впервые выходит без изображения Ордена Трудового Красного Знамени, которым журнал был награжден в 1974 году. Этот визуальный элемент не имел непосредственного отношения к содержанию выпусков, но имел символический смысл, указывая на высокие достижения коллектива, работающего над журналом, и признание на самом высоком государственном уровне.
Жанровое многообразие журнала представляет собой комбинацию художественных (литературных) и нехудожественных (журналистских) жанров. Среди литературных жанров присутствуют жанр рассказа, повести, сказки, стихотворения, воспоминания. Журналистские жанры представлены информационными, аналитическими и художественно-публицистическими жанрами. Информационные жанры, ориентированные на информирование детских читателей, включают заметку, репортаж, вопрос-ответ. Аналитические жанры, направленные на анализ и интерпретацию событий, процессов и ситуаций, представлены беседой, рецензией, статьей, аналитическим интервью, опросом. Очерки и фельетоны составляют группу художественно-публицистических жанров, цель которых заключается в репрезентации событий, процессов и ситуаций посредством художественных средств.
Для журнала характерен набор типичных тем: история, образование и воспитание, труд, наука, межличностные отношения, физическая культура и спорт, культура, природа, зарубежные страны и международные отношения, межэтнические отношения.
Выходили тематические выпуски журналов о текущих событиях или без привязки к ним. Так, выпуск «Пионера» за июль 1980 года был посвящен летним Олимпийским играм, проходившим в тот момент в Москве. Вместе с символом Олимпиады — Олимпийским Мишкой — читатели отправляются в путешествие по стране Олимпиаде, чтоб узнать новости и занимательные факты об этом событии, побывать в гостях у художника Виктора Чижикова, нарисовавшего Олимпийского Мишку, посетить олимпийский пресс-центр и международный молодежный олимпийский лагерь, прочитать размышления олимпийского чемпиона П. Болотникова об олимпийском характере. Другие тематические выпуски выходили с материалами о союзных республиках.
В 1970-80-е гг. основой политики Коммунистической партии по воспитанию молодежи являлась «героическая история партии, советского народа и комсомола». В связи с этим значительное место на страницах «Пионера» занимают материалы о Великой Отечественной войне, которые, используя современные термины, реализуют государственную политику памяти об этой войне. Описание событий Великой Отечественной войны в журнале «Пионер» образует отдельное повествование — нарратив, в котором четко прослеживаются два его типа: исторический и коммеморативный. В рамках исторического нарратива выделяются несколько основных тематических блоков, конструирующих события Великой Отечественной войны в журнале: начало войны, вера в победу, трагические события и тяготы войны, важные сражения, образы героев. Материалы журнала свидетельствуют, что трагические события и тяготы войны выпали на долю всего советского народа. Это военные действия на фронте, партизанское движение и жизнь на оккупированных территориях, тяжелый труд в тылу для приближения Победы, лишения и страдания советских граждан в годы войны. Судьбы многих детей и подростков зачастую повторяли судьбы взрослых и были схожи тем, что они наравне со взрослыми делили тяготы войны: воевали в составе партизанских отрядов, создали тимуровское движение в блокадном Ленинграде, трудились в тылу. Регулярно выходят материалы о городах-героях и главных сражениях войны. Так, в нескольких выпусках журнала «Пионер» за 1983 год под рубрикой «Великие битвы 1943 года» размещены материалы, посвященные блокаде Ленинграда (№ 1), 40-летию Сталинградской битвы (№ 2), битве на Курской дуге (№ 7) и битве за Днепр (№ 11). Коммеморативный нарратив представлен актуализацией Дня Победы 9 Мая, гордостью за поколение участников войны, поисковой работой пионеров. Читатели журнала писали сочинения о войне, о жизни, судьбе, подвигах и наградах своих родственников. Такие сочинения регулярно публиковались в журнале.
В период перестройки на страницах «Пионера» значительно сократилось количество материалов о В. И. Ленине и революции. В 2023 г., к 100-летию журнала, вышла книга воспоминаний «Пионер» без галстука". Как пишут составители, эта книга — «о феномене детского журнала. О его значении для воспитания взрослого читателя, о его роли в создании культурного ландшафта эпохи».
Журнал организовывал работу тимуровских команд и отрядов. Награждён орденом Трудового Красного Знамени (1974). Тираж в 1975 году составлял свыше 1,5 млн экземпляров.
В последнее время журнал издавался небольшим тиражом (1500 экземпляров в марте 2015 года, 2500 экземпляров в конце 2016 года). В 10-м номере за 2016 год, который был подписан в печать 30 декабря, было объявлено, что с января 2017-го выпуск журнала приостанавливается на год. Основной причиной были названы серьёзные материальные трудности. «Другая причина — нужны новые идеи. Новые силы, новые люди», — отметили также в редакции. О возобновлении выпуска журнала не сообщалось.

## Главные редакторы
- Х. Добин (1924—1925)
- В. Лядова (1926—1927)[1]
- Разин, Израиль Михайлович (1928—1931)
- Куйбышева, Елена Владимировна (1932)
- Ивантер, Беньямин Абрамович (1933—1938)
- Шари, Пётр Кузьмич (1938~1941)
- Ильина, Наталья Владимировна (~1941—1971)
- Фурин, Станислав Александрович (1971—1986)
- Мороз, Анатолий Степанович (1986—2016)

## Некоторые рубрики (в разное время)
- «Академия домашних волшебников» — рукоделие и тому подобное.
- «В стране шаха — владыки чёрных и белых полей» — страница для любителей шахмат (в 1959—1987 вёл Михаил Юдович). Впоследствии рубрика называлась «Шахматный клуб „Новые Васюки, 64“» (1988—2016).
- «Говори!» — письма читателей.
- «Игры с ЧИПом» (1986—1988) — весёлые уроки компьютерной грамотности (вёл Александр Мигдал; в 1987 году за ведение этой рубрики редакция наградила его премией журнала и дипломом имени Льва Кассиля).
- Клуб «Со́рок-соро́к» (1969—1972) — юмористическая страница. Постоянные персонажи: бабушка Белобока (президент клуба), сороки Художница, Путешественница, Балаболка, Несмеяна, Соберика-Разберика, близнецы Бел и Берда и др. Одним из ведущих рубрики был писатель Вадим Левин.
- «Клип-клуб» — новости популярной музыки. Одна из рубрик — «Хит туда и обратно» (переводы иностранных песен на русский язык).
- «Кораблик» — творчество читателей.
- «Музей по имени Земля».
- «На научной волне».
- «Оказывается…» — интересные факты.
- «Охотники за словами».
- «Переменка» (1976—1988, 1992—2016) — юмористическая страница. Включала в себя рубрики: «Невыдуманные диалоги» (забавные истории, присланные читателями) и «Из школьных сочинений» (впоследствии «ПЕРЛовая книга»). Ныне включает в себя также некоторые рубрики из «Сатирикончика» (см. ниже) — «Отвечайная», «Спрашивайте — отвечаем», «Ходячий анекдот» и другие. В разное время рубрику вели журналист Наталья Ростовцева (ум. 1984[14]) и писатель-юморист Виталий Алёнин (наст. имя Виталий Исидорович Гланц, 1916—начало 1990-х). Рубрика «Невыдуманные диалоги» изначально была конкурсом, в жюри которого входили писатели Григорий Горин, Александр Курляндский и Эдуард Успенский, а также актёры Ролан Быков и Геннадий Хазанов[15]
- «Русский музеум».
- «Сатирикончик» (1988—1991) — юмористическая страница. Включала в себя рубрики: «Буклавка» (произведения классиков юмора — Аркадия Аверченко, Александра Введенского и других), «Отвечайная» (ответы на письма читателей), «Абзац» (юмористические новости), «Перевод из-за границы» (произведения иностранных писателей) и другие.
- «Созвучия» — литературная страница.
- «Стиходром».
- «Ума палата» (1968—1984) — головоломки, шарады, ребусы и тому подобное. Персонажи: лесной корреспондент Живживка; Лупа и Пинцет (игры, связанные с филателией); Дед Буквоед (игры, связанные с русским языком) и другие.
- «Записки капитана Перо-86».
- «Человек с картины».
- «Что нам читать?».
- «Шевели мозговой извилиной».
- «Клуб Сообразительных ребят»

## Научные исследования о журнале
Российский научный фонд в 2021 году поддержал проект команды исследователей из Пензенского государственного университета, направленный на изучение советской детской прессы.
В рамках данного исследования было изучено медийное представление советского общества 1970—1980-х годов в детской периодике, в частности, в журналах «Пионер» и «Костёр». По результатам проекта была издана книга «Медиатизированная модель советского общества в журналах „Пионер“ и „Костёр“ (1970—1980-е гг.)» (авторы Т. В. Дубровская, О. А. Мусорина, Я. А. Блохина, Н. Ю. Видинеева).